# Campeonato Gaúcho 1959
In 1959 werd het 39ste Campeonato Gaúcho gespeeld voor voetbalclubs uit de Braziliaanse staat Rio Grande do Sul.Er werden regionale competities gespeeld en de kampioenen ontmoetten elkaar in de finaleronde die gespeeld werd van 10 tot 15 mei 1960. Grêmio werd kampioen. 

## Eindstand
| Plaats | Club                    | Wed. | W | G | V | Saldo | Ptn. |
| ------ | ----------------------- | ---- | - | - | - | ----- | ---- |
| 1.     | Grêmio                  | 6    | 6 | 0 | 0 | 16:5  | 12   |
| 2.     | Farroupilha             | 6    | 3 | 1 | 2 | 13:7  | 7    |
| 3.     | Santa Cruz              | 6    | 1 | 1 | 4 | 6:9   | 3    |
| 4.     | Cruzeiro de São Gabriel | 6    | 1 | 0 | 5 | 4:18  | 2    |

## Kampioen
| Campeonato Gaúcho de 1959   |
| Porto Alegre                |
| --------------------------- |
| GRÊMIO Kampioen (11° titel) |